# Mosteiro (Otero de Rey)
Mosteiro (llamada oficialmente San Salvador de Mosteiro) es una parroquia española del municipio de Otero de Rey, en la provincia de Lugo, Galicia.

## Otras denominaciones
La parroquia también es conocida por los nombres de El Salvador de Mosteiro y O Salvador de Mosteiro.

## Organización territorial
La parroquia está formada por trece entidades de población, constando diez de ellas en el nomenclátor del Instituto Nacional de Estadística español:
- A Casanova
- Carballido
- Carballido de Arriba
- Casa do Monte
- Couso
- Felmil
- Ferreira
- Granjo[7] (O Granxo)
- Hedrado[8] (O Hedrado)(O Hedrao)
- Maceda
- Outón
- O Río

## Demografía
| Gráfica de evolución demográfica de Mosteiro entre 2000 y 2020 |
|                                                                |
| Datos según el nomenclátor publicado por el INE.               |